# Miramar, Candelaria Loxicha
Miramar är en ort i Mexiko.   Den ligger i kommunen Candelaria Loxicha och delstaten Oaxaca, i den sydöstra delen av landet, 500 km sydost om huvudstaden Mexico City. Miramar ligger 786 meter över havet och antalet invånare är 488.
Terrängen runt Miramar är huvudsakligen kuperad, men norrut är den bergig. Terrängen runt Miramar sluttar söderut. Runt Miramar är det ganska glesbefolkat, med 39 invånare per kvadratkilometer. Närmaste större samhälle är San Pedro Pochutla, 19,6 km sydost om Miramar. I omgivningarna runt Miramar växer huvudsakligen savannskog.